# Туркестанская армия (ВСЮР)
Туркестанская армия (Войска Закаспийской области) — вооружённое формирование в составе Вооружённых сил Юга России в период Гражданской войны.
Туркестанская армия создана 9 (22) января 1919 года, приказом главнокомандующего ВСЮР генерал-лейтенанта Деникина А. И., как составная часть Вооружённых сил на юге России, располагавшаяся и действовавшая на землях Закаспийской области Российской империи. Армия была сформирована при финансовой и материально-технической поддержке Британской военной миссии в Туркестане, под руководством генерал-майора Уифреда Маллесона при контрреволюционном правительстве Закаспия в Ашхабаде. В апреле—июле 1919 года британские войска в основном были выведены из Закаспия, руководство вооружёнными силами перешло к командованию Вооруженными силами Юга России.

## Командующие Туркестанской армией
- генерал-лейтенант Савицкий И. В., 10.04—22.07.1919;
- генерал-лейтенант Боровский А. А., 22.07—08.10.1919;
- генерал-лейтенант Казанович Б. И., октябрь 1919 — февраль 1920;

## Состав армии
Состав на 1 мая 1919 года:
- Закаспийская сводная пехотная дивизия (генерал-майор Лазарев); включала:
  - 1-й полк (923 штыков при 7 пулемётах),
  - Туркестанский полк (952 штыков при 15 пулемётах),
  - Конный Дагестанский дивизион (297 сабель при 3 пулемётах),
  - Запасный батальон (76 штыков),
  - Осетинская конная сотня (68 сабель при 1 пулемёте),
  - Конно-партизанский дивизион (107 сабель при 7 пулемётах),
  - Кавказский (2 орудия) и Закаспийский (4 орудия) артиллерийские дивизионы,
  - сапёрная рота (72 человека),
  - Кизил-Арватская железнодорожная дружина (144 штыков при 4 пулемётах)
  - 5 бронепоездов («Дозорный», «Генерал Корнилов», «Партизан», «Три Мушкетера» и «Гроза»). Всего в дивизии — 2095 (2051) штыка, 472 (562) сабли, 37 пулемётов и 6 (8) орудий.
- Туркестанская стрелковая дивизия (генерал-майор Литвинов);
- Кавалерийская дивизия (генерал-майор Ораз-Хан-Сердар).

Всего — около 9000 бойцов (7000 штыков и 2000 сабель).

## Боевые действия
Туркестанскую армию поддерживали сильнейшие антисоветские басмаческие войска Хивинского диктатора Джунаид-хана (около 12 000 человек). По предложению штаба ВСЮР, Туркестанская армия должна была наступать из района г. Красноводска на Ташкент и Верный (ныне — Алма-Ата).
Однако в мае—июле 1919 года красные части предупредили это наступление и 21 мая взяли Байрам-Али, 23 мая — Мерв, 24 мая — Кушку, 7 июля — Теджен, а 9 июля — Ашхабад. Части Туркестанской армии были отброшены к Каспийскому морю и 19 октября 1919 года потерпели очередное жесточайшее поражение у станции Айдын (1000 солдат сдались в плен). Туркестанская армия была практически полностью разгромлена в районе Казан-Джика 2—7 декабря 1919 года.
Смена командующих Туркестанской армии не принесла желаемого успеха. Поражения следовали одно за другим. В конце концов, остатки армии к началу 1920 года были сведены в одну группу и попали в окружение в районе Красноводска. 6 февраля 1920 года остатки Туркестанской армии на кораблях Каспийской флотилии Вооруженных сил Юга России были эвакуированы из Красноводска в Дагестан и город был занят красными. Небольшая часть на английских кораблях эмигрировала в Персию (Иран). Война между Белой и Красной армиями в Западном Туркестане закончилась, так же как двумя месяцами позже закончилась в Семиречье, в Восточном Туркестане.